# Żelawa
Żelawa (bułg. Желява) – wieś w Bułgarii; 450 mieszkańców (2010).